# 筒花苣苔
筒花苣苔（学名：Briggsiopsis delavayi）为苦苣苔科筒花苣苔属下的一个种。